# 叔寿
叔寿（？—25年）。豫州潁川郡人，新朝、東漢時代初期武将。漢光武帝劉秀屬下将軍。
| 姓名           | 叔寿                            |
| 時代           | 新朝 - 東漢時代                 |
| 生卒年         | 生年不詳 - 25年（建武元年）     |
| 字、別号       | 〔不詳〕                        |
| 本貫、出身地等 | 豫州潁川郡                      |
| 職官           | 掾史〔劉秀〕→破虜大将軍〔東漢〕 |
| 爵位、号等     | -                               |
| 陣營、所属等   | 漢光武帝（劉秀）                |
| 家族、一族     | 〔不詳〕                        |

## 生平
開始從屬新朝潁川郡馮異，更始元年（23年）劉秀軍擒拿馮異從兄馮孝，馮孝推薦劉秀任用馮異。馮異自守潁川郡父城，開城歸順，劉秀任命他為主簿，父城縣長苗萌為從事。叔寿、銚期、段建（殷建）、左隆作為馮異的同鄉被馮異推薦，劉秀任用為掾史，一起到了洛陽。
更始二年（24年），河北王郎滅亡後，銚期為虎牙大将軍，叔寿被任命為破虜大将軍。昇任具体原因不明，應與銚期相同因討伐王郎的軍功。
建武元年（25年）十二月，叔寿討伐魏郡曲梁的五校軍（河北地方民軍），戰死。